# Jeffrey McLaughlin
Jeffrey McLaughlin (født 31. oktober 1965 i Summit, New Jersey, USA) er en amerikansk tidligere roer, og dobbelt olympisk medaljevinder.
McLaughlin var en del af den amerikanske otter, der vandt bronze ved OL 1988 i Seoul, hvor Vesttyskland og Sovjetunionen fik henholdsvis guld og sølv. Fire år senere, ved OL 1992 i Barcelona, var han med i amerikanernes sølvvindende firer uden styrmand, kun besejret af Australien.
McLaughlin vandt desuden to VM-medaljer gennem karrieren, en guldmedalje i otter ved VM 1987 i København og en sølvmedalje i firer uden styrmand ved VM 1991 i Wien.

## OL-medaljer
- 1992:  Sølv i firer uden styrmand
- 1988:  Bronze i otter